# Bahía de Marajó

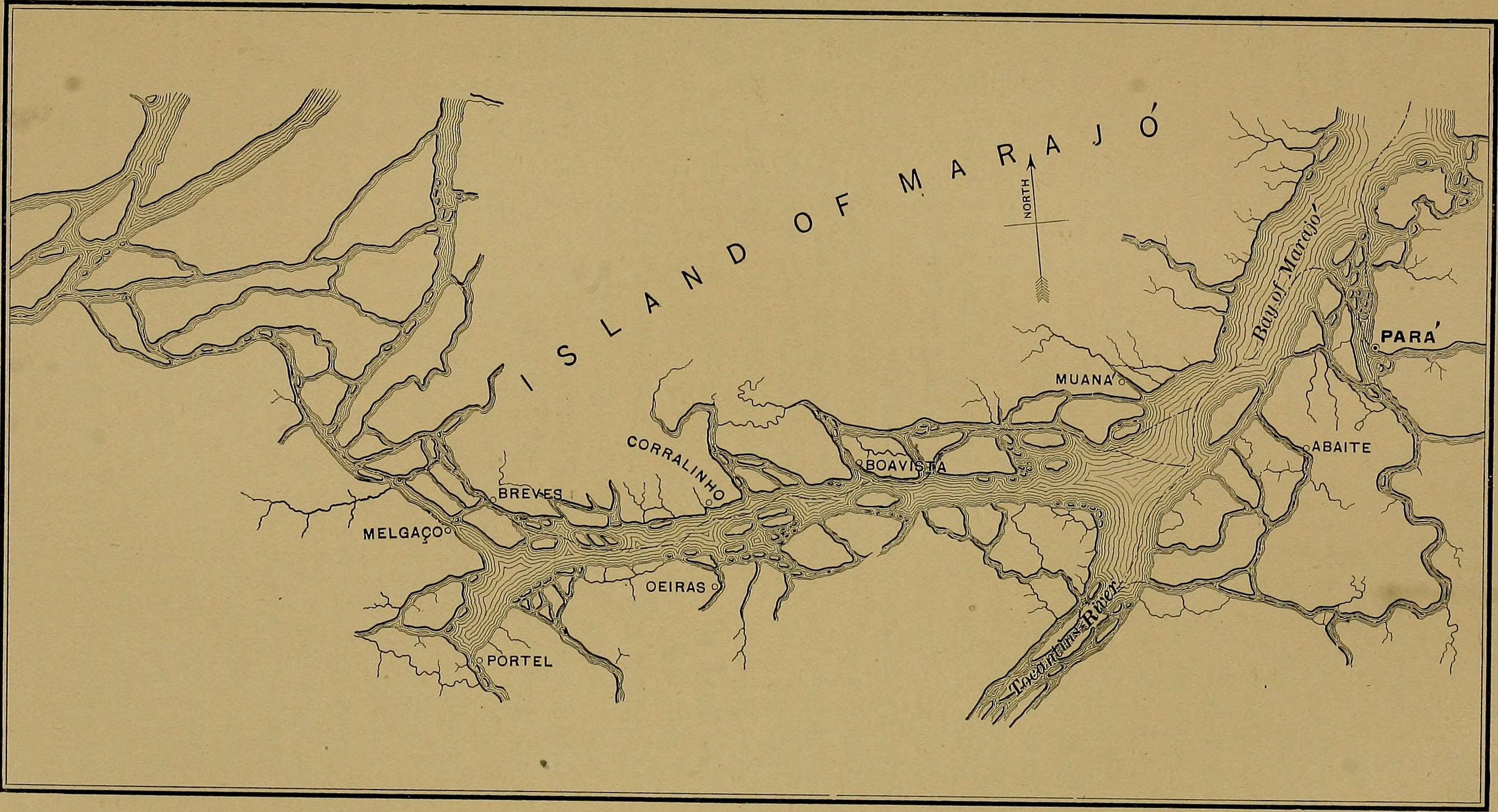
Mapa de 1895 con la bahía de Marajó a la derecha (este).

La bahía de Marajó, golfo de Marajoara o golfo del Amazonas, es una entrada de mar en la costa brasileña ubicada en el estado de Pará. Tiene un tamaño aproximado de 4.500 km² (1.700 millas cuadradas), y es un receptáculo para las aguas del del río Pará, la cuenca del Tocantins y las aguas de la bahía de Guajará. La bahía es la límite acuático oriental tanto para la isla de Marajó como para el archipiélago de Marajó en su totalidad. La bahía de Marajó consta tanto de agua salada como dulce, por lo que es un estuario. La bahía de Marajó también recibe sedimentos del río Amazonas a través del canal Breves, así como del río Pará, lo que hace que el agua sea turbia.
El río Pará es una pequeña fracción del río Tocantins que es uno de los proveedores de agua para Marajó. El río es vital para las áreas circundantes y hace que diferentes áreas y puertos sean muy accesibles para los lugareños. El río también finalmente choca con el agua salada del océano Atlántico en la bahía de Marajó. Donde se encuentran las dos aguas se da un proceso de circulación de salinidad, temperatura y rango de mareas en los dos tipos diferentes de agua ocurre en la bahía cuando se encuentran. Las concentraciones de agua salada también se ven afectadas por los períodos de aguas bajas del río Amazonas.

## Ecología

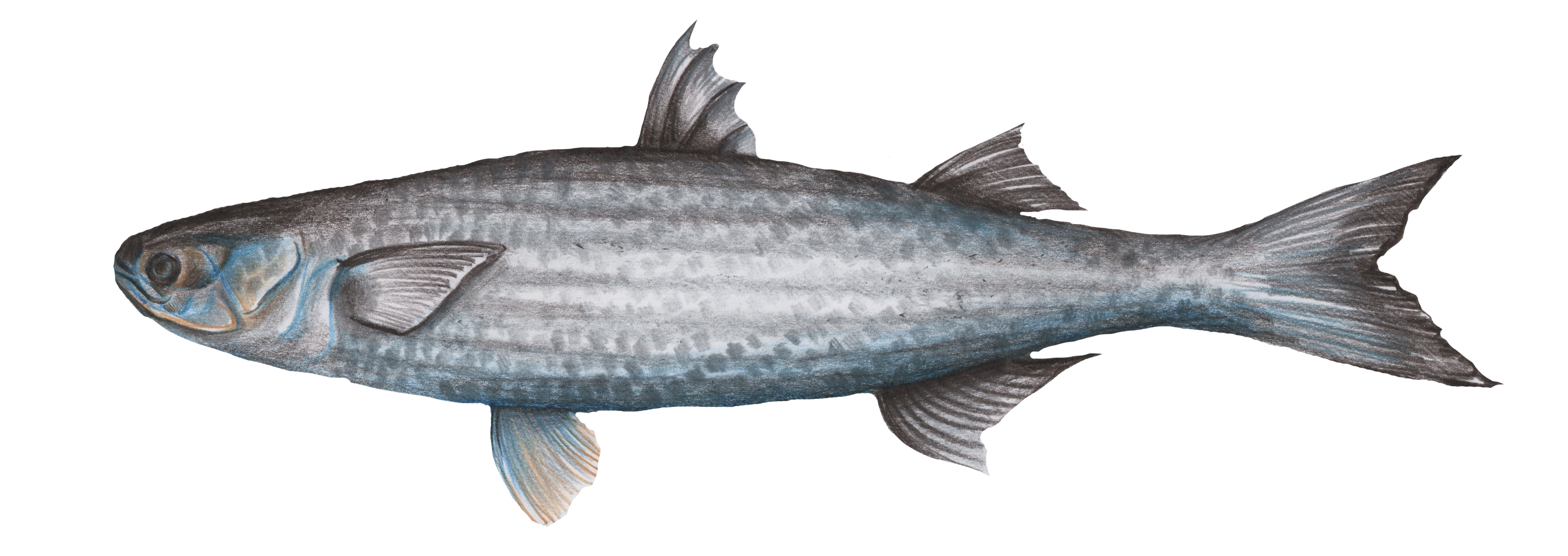
Ilustración de un Mugil

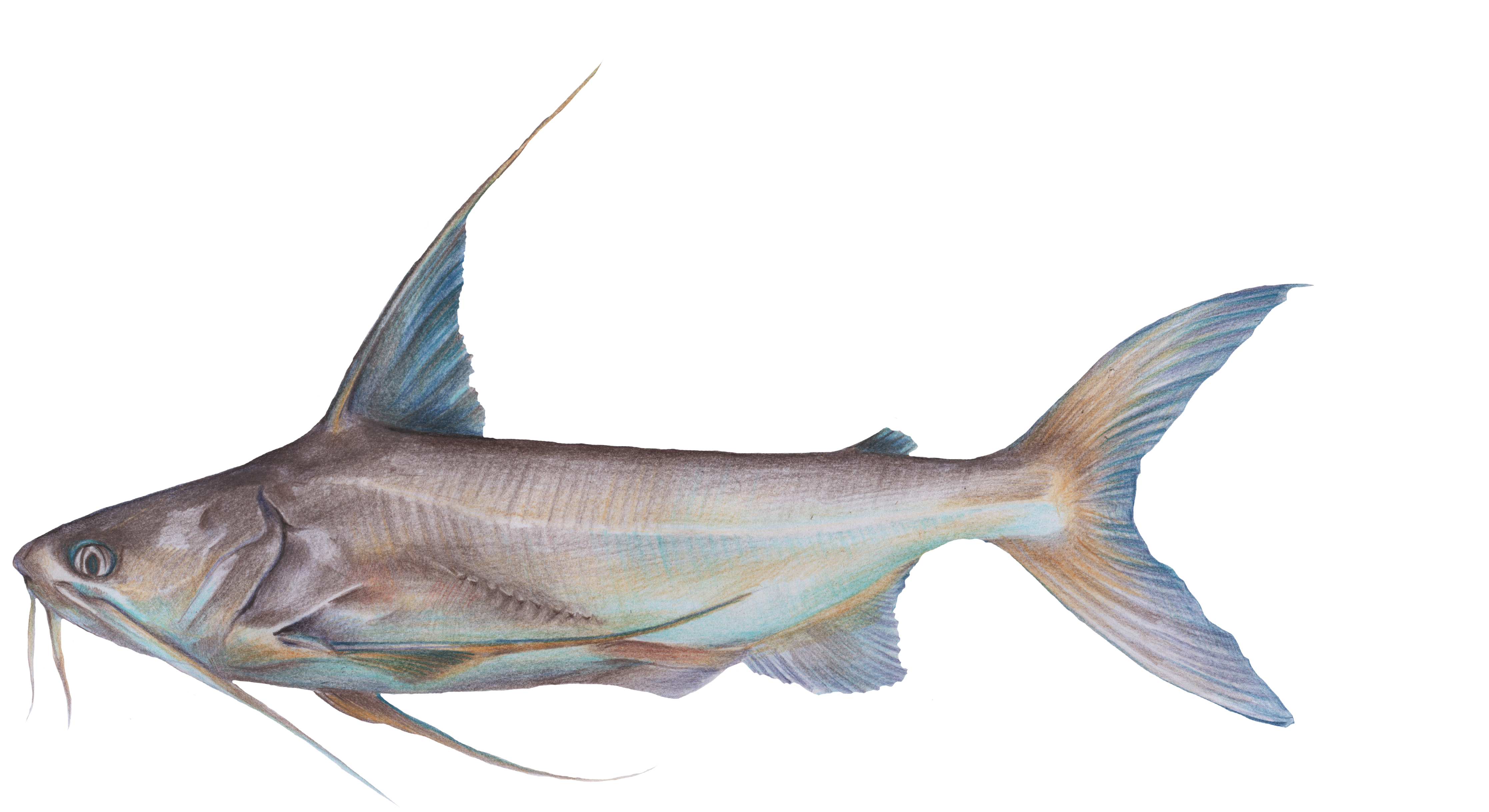
Ilustración de un Bagre bagre

Las aguas estuarinas de la bahía de Marajó brindan un área diversa de alimentación y crianza para las especies marinas en este ecosistema, y proporcionan un hábitat general para aproximadamente 108 especies marinas. Hay muchas especies marinas diferentes que se encuentran en las aguas de la bahía, algunos ejemplos de las cuales son Scomberomorus brasiliensis, Cynoscion acoupa, Mugil sp. y Bagre bagre, que son vitales para la salud pesquera de los lugareños. En las costas de la bahía se pueden encontrar manglares, y la clasificación general de las tierras circundantes es que corresponden a "mosaicos de vegetación" de bosques de llanura aluvial, bosques de tierras altas, manglares y pastizales. La bahía alberga una variedad única de vida marina, y los manglares en particular son vitales para diferentes ciclos de vida de especies marinas como peces o crustáceos.

## Uso humano
Debido principalmente a su tamaño y ubicación geográfica, la bahía de Marajó ha sido utilizada por los humanos durante mucho tiempo por una variedad de razones. La bahía ha demostrado ser un lugar gratificante tanto para los pescadores locales como para los industriales. Además, es frecuentada por barcos como un lugar popular para carga y descarga de comercio marítimo, debido a su conexión con el Atlántico y a que permite una penetración profunda en el continente. Por último, ha habido intentos anteriores en el área de la bahía ha sido objeto de perforaciones en el contexto de la exploración de hidrocarburos sin mayores resultados.